# Chico Pinheiro
Chico Pinheiro, de son vrai nom Francisco de Assis Pinheiro, né le 17 juin 1953 à Santa Maria, est un journaliste et un présentateur de journaux télévisés brésilien. Il présente depuis 2011 la matinale Bonjour Brésil du réseau de télévision brésilien Globo .
Il est diplômé de l'Université catholique pontificale de Minas Gerais en journalisme. Il a commencé sa carrière au Diário de Minas, quotidien régional de Minas Gerais.
Il a présenté le Jornal Nacional et le Jornal da Globo, respectivement journal national du soir et de la nuit de Globo, ainsi que SPTV, le journal de la station TV Globo São Paulo du réseau de télévision brésilien.